# Liste der Monuments historiques in Gerstheim
Die Liste der Monuments historiques in Gerstheim führt die Monuments historiques in der französischen Gemeinde Gerstheim auf.

## Liste der Bauwerke
| Bezeichnung            | Beschreibung                                      | Standort            | Kennzeichnung | Schutzstatus | Datum | Bild           |
| ---------------------- | ------------------------------------------------- | ------------------- | ------------- | ------------ | ----- | -------------- |
| Protestantische Kirche | in der Kirche von 1868: zwei Grabplatten, um 1585 | Rue Reuchlin (Lage) | PA00084716    | Inscrit      | 1935  | weitere Bilder |

## Liste der Objekte
| Bezeichnung      | Beschreibung | Standort                              | Kennzeichnung | Schutzstatus | Datum | Bild |
| ---------------- | ------------ | ------------------------------------- | ------------- | ------------ | ----- | ---- |
| Zwei Grabplatten | um 1585      | in der protestantischen Kirche (Lage) | PM67001633    | Inscrit      | 1981  |      |